# Francesco Ingargiola
Francesco Ingargiola (Ancona, 18 de julio de 1996) es un deportista italiano que compite en esgrima, especialista en la modalidad de florete. En los Juegos Europeos de Bakú 2015 obtuvo dos medallas, plata en la prueba por equipos y bronce en la individual.

## Palmarés internacional
| Juegos Europeos | Juegos Europeos   | Juegos Europeos   | Juegos Europeos     |
| Año             | Lugar             | Medalla           | Prueba              |
| --------------- | ----------------- | ----------------- | ------------------- |
| 2015            | Bakú (Azerbaiyán) | Medalla de plata  | Florete por equipos |
| 2015            | Bakú (Azerbaiyán) | Medalla de bronce | Florete individual  |